# Rhinoptera javanica
Rhinoptera javanica é uma espécie de peixe da família Rhinopteridae.

## Distribuição
Pode ser encontrada nos seguintes países: China, Índia, Indonésia, Japão, Madagáscar, Malásia, Moçambique, Paquistão, Filipinas, Seychelles, Somália, África do Sul, Sri Lanka, Taiwan, Tanzânia, Tailândia e possivelmente em Austrália.
Os seus habitats naturais são: mar aberto, mar costeiro, pradarias aquáticas subtidais, recifes de coral, águas estuarinas e lagoas costeiras de água salgada.

## Etimologia
Do que toca ao nome científico:
- O nome genérico, Rhinoptera,[1] resulta da aglutinação dos étimos gregos ῥινός (rhinos) que significa «nariz»[2] e πτερόν (pteron) que significa asa ou barbatana.[3]
- O epíteto específico, javanica, provém do étimo neolatino e significa «proveniente de Java; javanesa».[4]